# Mickey Goldmill
Michael "Mickey" Goldmill è un personaggio della serie cinematografica Rocky, interpretato da Burgess Meredith.

## Creazione
(Sylvester Stallone.)
Come rivelato da Sylvester Stallone, creatore della saga di Rocky, Mickey doveva essere inizialmente un uomo razzista e malvagio, ma poi, al variare della sceneggiatura, il personaggio mutò notevolmente. Attraverso Mickey, Stallone voleva portare sul grande schermo "l'essere umano non realizzato".
Stallone scrisse il personaggio di Mickey per Lee J. Cobb, ma questi rifiutò il ruolo. Solo dopo altri provini la scelta ricadde su Burgess Meredith, il quale si immedesimò a tal punto nel personaggio da convincere i produttori e Stallone al primo provino. Meredith trasse ispirazione dai veri organizzatori e manager del passato. Lavorò sulla ricerca di una voce iconica, e su una postura e camminata in accordo alla natura irrealizzata del personaggio, leggermente ingobbita, e anche su altri aspetti come distorcere il naso o cambiare voce.
Secondo quanto vediamo nel suo funerale è di religione ebraica, così come si può notare la celebre Kippah che porta sul capo nella sua primissima apparizione nel primo film, mentre allena uno dei suoi assistiti, nonostante nei primi due film Rocky dicesse che il suo allenatore era cattolico e di origine irlandese. I suoi metodi d'allenamento appaiono antiquati, non si serve di moderne apparecchiature per allenare i suoi allievi, ma nonostante tutto risultano essere molto efficaci.

## Biografia del personaggio

### Rocky
Il personaggio compare per la prima volta nel film Rocky. Mickey è stato campione dei pesi gallo a metà degli anni venti. Avrebbe vinto 42 incontri, di cui 23 per ko, mentre ne avrebbe persi 20, di cui 18 per ko. Dopo aver chiuso la carriera di pugile, ha aperto una palestra a Philadelphia ed è diventato allenatore di Rocky a metà degli anni settanta. Inizialmente non vede di buon occhio il protagonista, sapendo che quest'ultimo sta semplicemente sprecando le sue abilità di pugile facendo da "strozzino" per Mr. Gasco, un gangster italo-americano che spadroneggia in un quartiere di periferia della città. Dopo aver scoperto che Rocky è stato scelto per combattere contro il campione del mondo Apollo Creed, Mickey si presenta più tardì a casa del pugile e lo convince a prenderlo come manager. Seppur inizialmente contrario all'idea, Rocky accetta la proposta di Mickey e si riappacifica con lui. Mickey allena quindi Rocky in vista dell'incontro con Creed, supportandolo nel corso del combattimento, nel quale il suo allievo viene sconfitto ai punti dal campione.

### Rocky II
In Rocky II, Mickey convince Rocky a non combattere più, a causa dei danni riportati all'occhio destro. Tuttavia, dopo gli insulti di Creed in televisione e sui giornali, alla fine decide di assecondare l'allievo e lo allena per la rivincita con Apollo, nel quale stavolta il protagonista ha la meglio dopo un durissimo combattimento.

### Rocky III
In Rocky III, Mickey capisce che Rocky non è più lo stesso dall'incontro con Creed e quindi cerca di avvantaggiare la sua carriera di campione portandolo contro pugili buoni ma non eccezionali, evitando di fargli incontrare i migliori e permettendogli di mantenere il titolo sino al suo ritiro. Mickey tiene segreta questa verità a Rocky per alcuni anni, ma è costretto successivamente a rivelargli tutto quando l'allievo decide di affrontare Clubber Lang, un emergente pugile afro-americano molto violento. Mickey esorta Rocky a non combattere, ma l'allievo insiste e convince Mickey, seppur a malincuore, ad allenarlo per un ultimo scontro. Il giorno del match, negli spogliatoi, Mickey viene colto da un infarto a causa di una precedente spinta di Clubber, ma nonostante questo convince Rocky a salire ugualmente sul ring per l'imminente scontro, vinto poi da Clubber per K.O. alla seconda ripresa. Mickey muore al rientro di Rocky dagli spogliatoi, poco prima di essere portato in ospedale. Successivamente Rocky sfiderà di nuovo il campione per riconquistarsi il titolo, battendolo in tre riprese, con l'aiuto dell'ex rivale Apollo Creed e del suo allenatore Tony "Duke".

### Rocky IV
In Rocky IV il momento della morte di Mickey viene rievocato dal sofferente Rocky, durante la scena della Lamborghini.

### Rocky V
Mickey compare anche in diversi flashback in Rocky V, nei momenti in cui Rocky rievoca nella memoria i preziosi insegnamenti del suo anziano manager, che saranno decisivi alla fine quando lo inciteranno a dare il massimo fino alla vittoria in strada contro Tommy Gunn.